# Zaandam

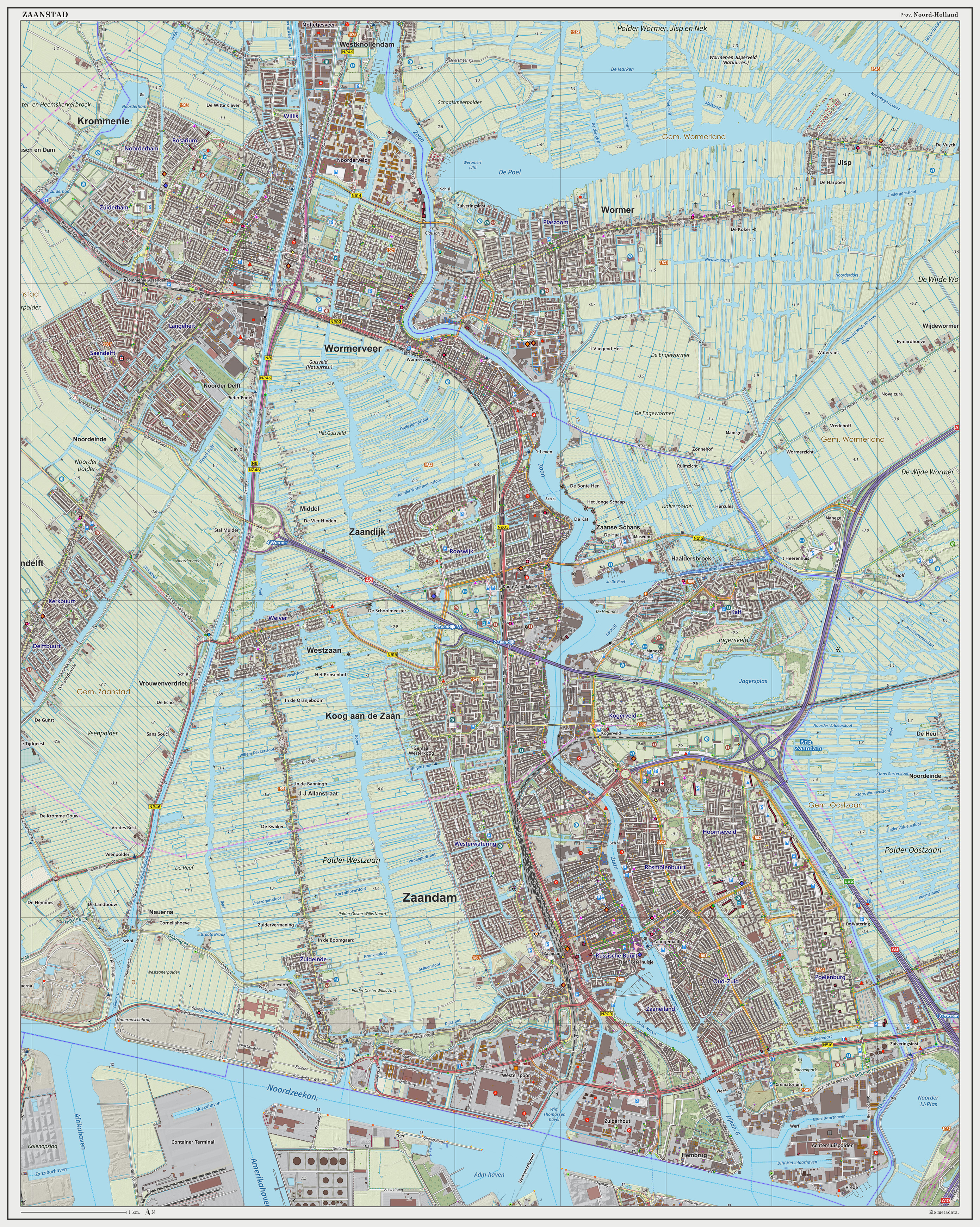
Topografische kaart van Zaanstad, sept. 2014

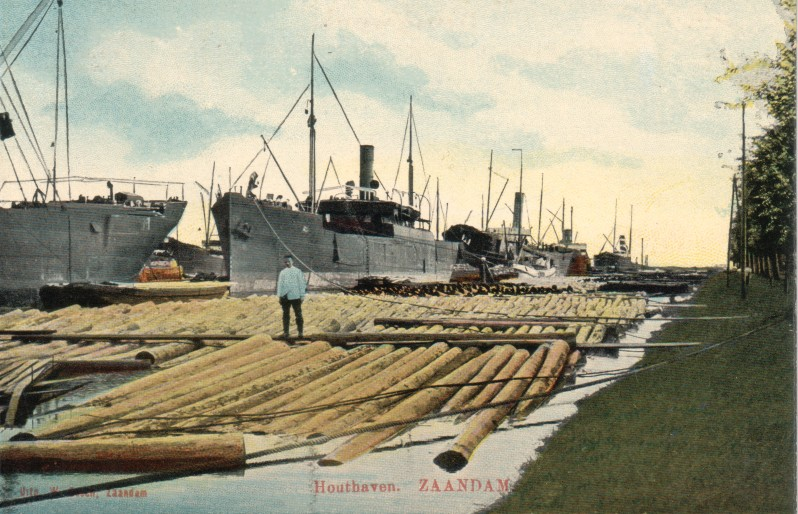
De houthaven begin 20e eeuw

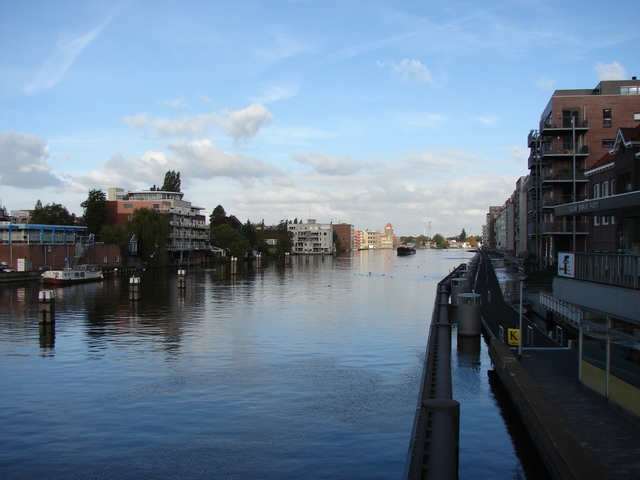
De Zaan

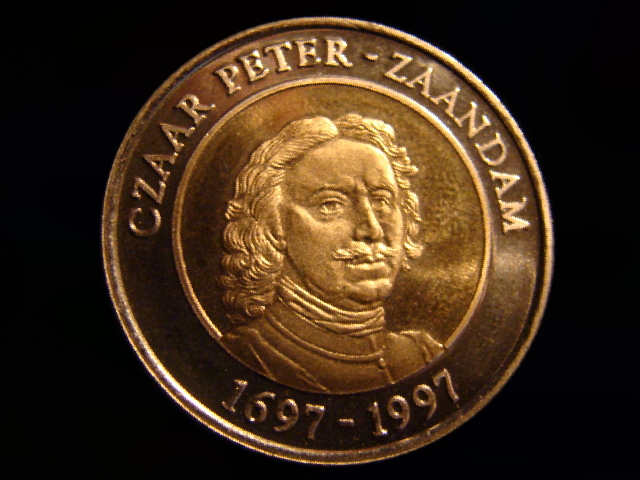
Tsaar Peter-munt

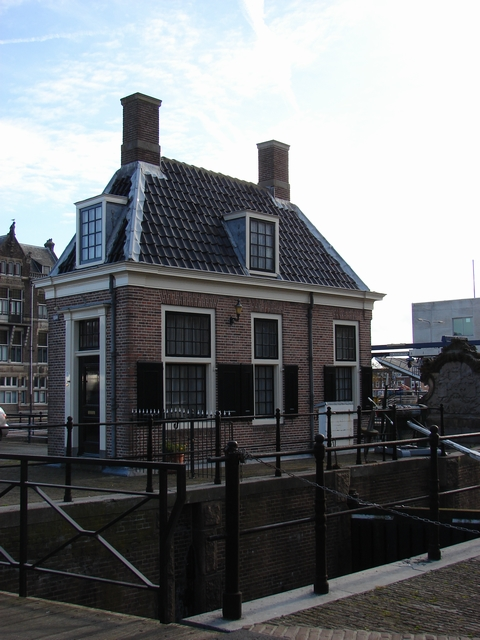
Hondsbossche Sluis

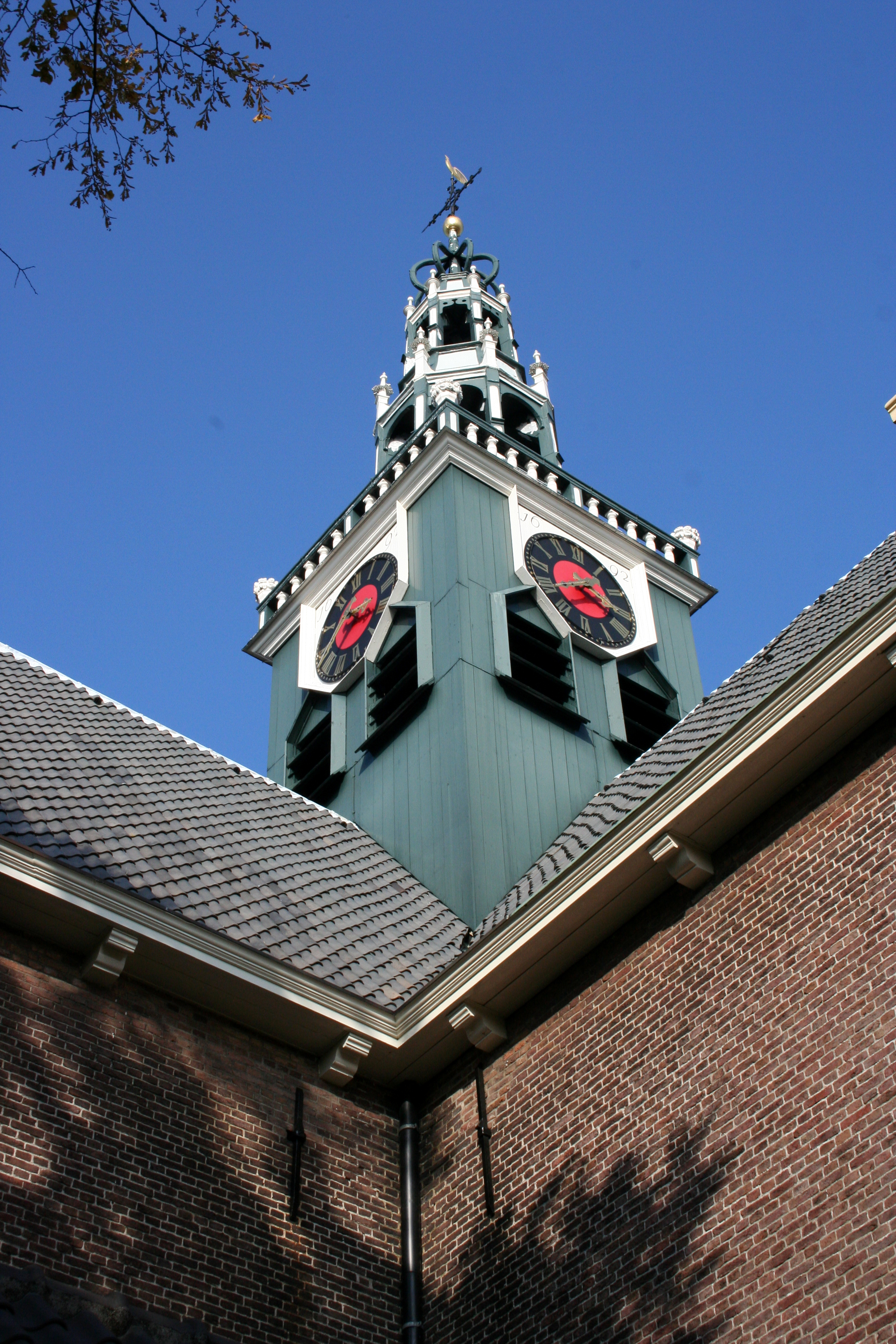
kerktoren "Bullekerk"

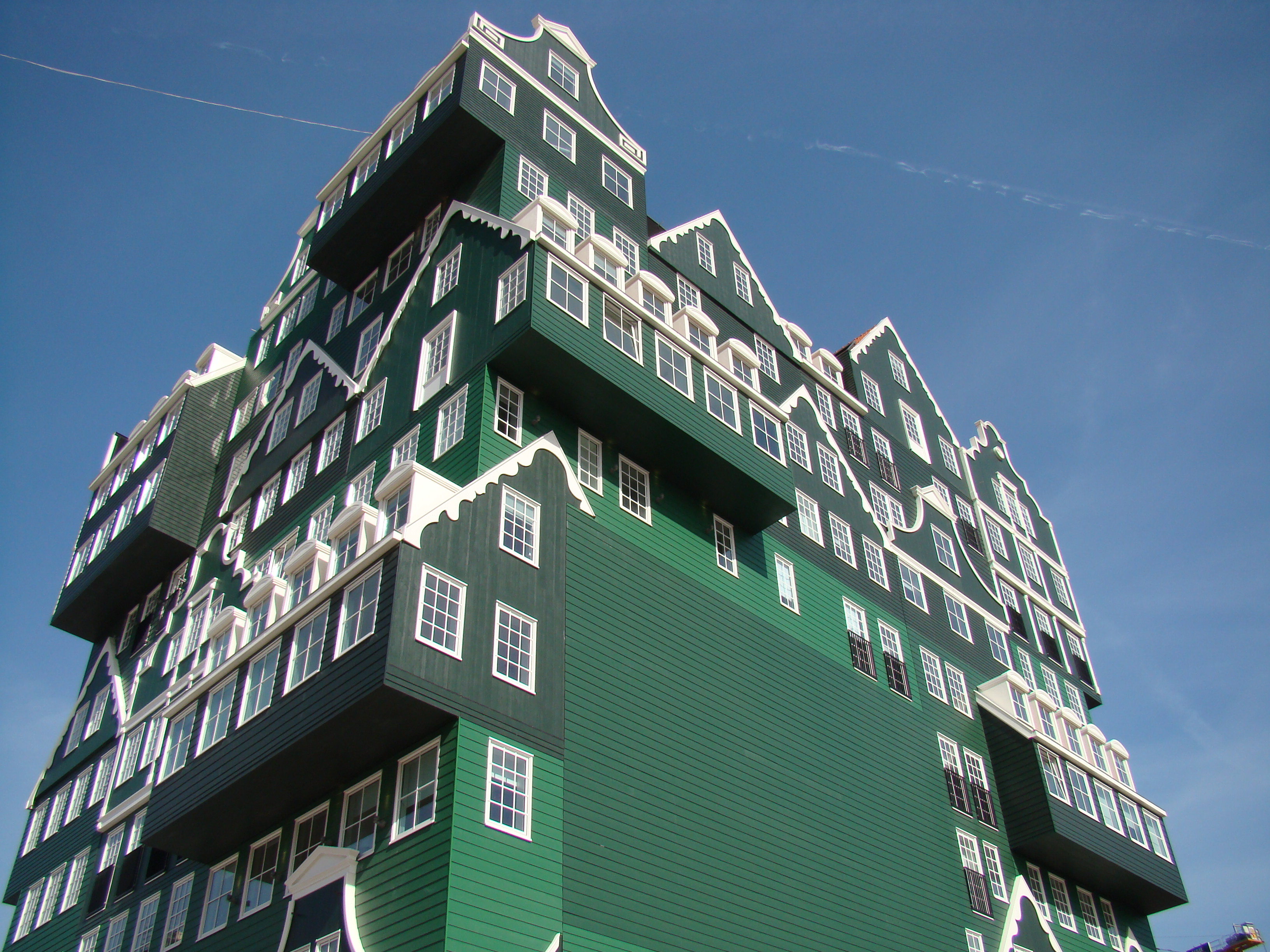
Het Inntel Hotel is opgebouwd uit Zaanse huisjes

Zaandam is een stad en een voormalige gemeente in de provincie Noord-Holland. De stad heeft 80.705 inwoners (1 januari 2023). Het is qua inwonertal de grootste plaats binnen de gemeente Zaanstad, daar waar Assendelft de grootste oppervlakte heeft.

## Geografie
Zaandam ligt aan weerszijden van de Zaan. De kern wordt gevormd door twee parallelle dijken aan weerszijden van de Zaan: Oostzijde en Westzijde. Later ging men haaks hierop paden aanleggen, het veld in, waar de molens stonden. Vooral in de buurt van de Oostzijderkerk heeft enige centrumvorming plaatsgevonden. In de 19e eeuw heeft verdere centrumvorming plaatsgevonden langs de Gedempte Gracht en enkele parallel daaraan verlopende straten. Dit centrum is inmiddels voorzien van structuur door middel van het plan Inverdan, een project waarbinnen het centrum en het stationsgebied een opknapbeurt hebben gehad.

### Wijken
- 't Kalf
- Poelenburg
- Kleurenbuurt
- Kogerveld
- Rosmolenbuurt
- Havenbuurt
- Westerwatering
- Zaandam Zuid
- Peldersveld
- Hoornseveld
- Burgemeestersbuurt
- Hofwijk
- Schilderswijk
- Oud West
- Nieuw West
- Russische Buurt

### Parken
- Volkspark
- Vijfhoekpark
- Darwinpark
- Jagersveld
- Burgemeester In 't Veldpark

#### Burgemeester In 't Veldpark
Het Burgemeester In 't Veldpark is het grootste stadspark van Zaandam en in de gemeente Zaanstad. Het beslaat zo'n 21 hectare en is aangelegd in de jaren 50 van de twintigste eeuw. Het park dankt haar naam aan Joris in 't Veld (1895-1981), burgemeester van Zaandam van 1937-1948. In het park is ook een 1,7 hectare grote Heemtuin.

### Zaanse Schans
De Zaanse Schans is een buurt in Zaandam, gelegen aan de oostoever van de Zaan, in de Kalverpolder. Het is een bekende openluchtattractie met jaarlijks honderdduizenden bezoekers (in 2015 1,9 miljoen).
De Zaanse Schans is geen museum, maar een vrij toegankelijk gebied dat begin jaren zestig van de twintigste eeuw is ontstaan. Wegens stadsvernieuwing en fabrieksuitbreidingen dreigden veel historische, veelal houten panden te worden gesloopt. Het idee ontstond om een reservaat te ontwikkelen voor de bedreigde panden en de specifieke Zaanse houtbouw zodoende voor het nageslacht te bewaren.
Doordat het gebied gaandeweg aantrekkingskracht begon uit te oefenen op bezoekers, ontstond onbedoeld een toeristische attractie van formaat. Hierop werd ingespeeld door in enkele historische woonhuizen en pakhuizen kleinschalige musea te vestigen (onder andere het Nederlands Uurwerken Museum, Bakkerijmuseum In de Gecroonde Duyvekater en een replica van de eerste kruidenierswinkel van Albert Heijn). Daarnaast zijn op de Zaanse Schans onder meer gevestigd een klompenmakerij annex -museum, een kaasmakerij, een kuiperij, een tingieterij, restaurants, souvenirswinkels en een bed and breakfast. Bij de Zaanse Schans bevindt zich ook het Zaans Museum. Dit bevat cultuurhistorische en streekgebonden collecties over woon- en industriële cultuur van de Zaanstreek. In 2009 heeft koningin Beatrix het Verkade Paviljoen geopend waarin de collectie van dit Zaandamse bedrijf wordt getoond compleet met enkele werkende productielijnen. Naast de woon- en pakhuizen maakt ook een aantal industriemolens deel uit van de Zaanse Schans: een specerijenmolen, een verf- of krijtmolen, twee houtzaagmolens, twee oliemolens en een lattenzager. In de onmiddellijke omgeving zijn voorts nog een korenmolen en een oliemolen te vinden.

## Bouwwerken
Zaandam telt tientallen rijksmonumenten.

### Kerken
Zaandam heeft vier 17e-eeuwse kerken:

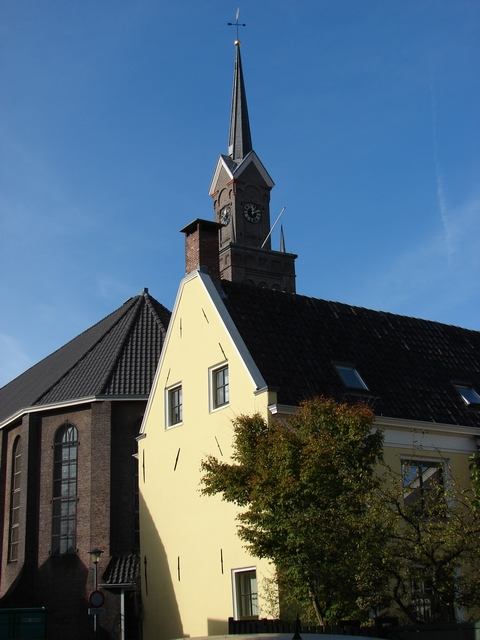
Oostzijderkerk

- De Oostzijderkerk staat op de plaats waar in de Middeleeuwen al een rooms-katholieke kapel (1460) stond. Deze is later verbouwd tot de huidige kerk. De kerk is in 1846 opnieuw flink aangepast, waarbij de noordelijk zijbeuk van de kerk is verwijderd. Hier staat nu de kerktoren. De oude kerktoren, die op de voorgevel stond, is toen verwijderd en de voorgevel is geheel vernieuwd. In de kerk herinnert een groot schilderij aan de watersnoodramp van 1825 toen onder meer rundvee in de kerk een veilig onderkomen werd geboden. De kerk geeft zes gebrandschilderde ramen en koperen kronen uit de 17e eeuw. In de kerk bouwden in 1861 de orgelbouwers Flaes-Brunjes een van hun grootste orgels.
- De Westzijderkerk of "Bullekerk" (1638-1640, uitgebreid in 1672 en 1680) heeft een houten torenspits, een Duyschot-orgel (1711) en een paar gebrandschilderde ramen. De bijnaam dankt de kerk aan een gebeuren uit 1647 waarbij een zwangere vrouw door een stier op de hoorns werd genomen. Het kind kwam ongeschonden ter wereld, de vrouw overleed. Een monumentaal schilderij in de kerk en een bronzen beeld op het kerkplein herinneren aan deze gebeurtenis.
- De doopsgezinde kerk of 'vermaning' (1686) aan de Westzijde. Houten zaalkerk met het uiterlijk van een pakhuis.
- Oud-katholieke kerk (1695), gewijd aan Maria Magdalena aan het Papenpad. Oorspronkelijk een rooms-katholieke schuilkerk. Rijk barok-interieur.
- De Evangelisch-Lutherse Kerk aan de Vinkenstraat is een rechthoekig gebouw uit 1699, met zadeldak tussen twee topgevels en een brede voorgevel. De Evangelisch-Lutherse gemeente is gesticht in 1642 vanwege het verblijf in Zaandam van kooplieden uit Denemarken en de Baltische Staten. Het interieur bevat rijk gesneden houtwerk uit de achttiende eeuw. Deze kerk is niet als schuilkerk gebouwd, wat een unicum is voor die tijd. Het orgel bevat een orgelkast van Christian Müller uit 1737. Het binnenwerk stamt uit 1900 en is van Michaël Maarschalkerweerd.
- Rooms-katholieke kerk aan het Kalf (1887) gewijd aan Maria Magdalena. Neogotische, gebrandschilderde ramen (van onder anderen Joep Nicolas).
- De Sint-Bonifatiuskerk. Neogotisch, driebeukig kerkgebouw met een zeer rijk en compleet interieur. Gebouwd in 1899-1900. Verschillende gebrandschilderde ramen, een Mitterreiterorgel (1786) en kruiswegstaties van Jan Dunselman.
- De Jozefkerk (RK) in Kogerveld, met monumentaal glas-in-loodwerk van Marius de Leeuw.
- Het gebouw van het Apostolisch Genootschap, een rijksmonument uit 1860, gerestaureerd in 2005. Oorspronkelijk een doopsgezinde kerk.
- De Servisch-Orthodoxe Kerk (Heilige Nikolaaskerk), voorheen de Gereformeerde kerk, aan de Stationsstraat. Het orgel komt waarschijnlijk uit Duitsland en is in 1887 geplaatst. Het is gerestaureerd door Flentrop in 1940, 1975 en 1985. In 2009 is het in gebruik genomen in de hervormde kerk van Nieuw-Loosdrecht.

### Villa's
Aan de Oostzijde en Westzijde zijn vooral in de tweede helft van de negentiende eeuw veel villa's gebouwd. Aan de Oostzijde zijn deze bijna allemaal gesloopt voor de fabrieken van onder meer Albert Heijn, maar aan de Westzijde staan er nog veel. De villa's hebben verschillende bouwstijlen; sommige zijn in Italiaanse stijl gebouwd, zoals Westzijde 39. Veel van de vrijstaande huizen aan de Westzijde zijn verbouwd tot winkel of kantoor, waardoor tuinen en deuren vaak verdwenen zijn. Westzijde 38, gebouwd rond 1730, is een van de weinige nog resterende exponenten van rijke, in steen gebouwde koopmanshuizen in Zaandam.

### Musea
- Bakkerijmuseum In de Gecroonde Duyvekater
- Hembrug Museum
- Honig Breethuis
- Museumwinkel Albert Heijn
- Nederlands Uurwerk Museum
- Czaar Peterhuisje
- Zaans Museum, met Verkade Paviljoen

### Andere gebouwen
- De Sultan Ahmet-moskee uit 1994 is een Turkse moskee met een oppervlakte van 1500 m². De moskee bevindt zich in de wijk Poelenburg en is gebouwd in opdracht van de Islamitische Stichting Nederland. Het gebouw is opgetrokken uit zandkleurige betonsteen. De moskee heeft drie verdiepingen en twee minaretten met paarse dakranden. In de gebedsruimte overheersen de kleuren turkoois en groen. Voor de moskee staat een fontein.
- Het gebouw van de Vrijmetselaarsloge (1883) "Anna Paulowna" aan de Stationsstraat 61, een van de weinige logegebouwen in Nederland die speciaal voor dit doel gebouwd werd en nog gebruikt wordt.
- Het Doopsgezind Weeshuis aan de Stationsstraat was een doopsgezinde kerk of 'vermaning' uit 1649 aan het toenmalige Stikkelspad, waarin de Zaanse doopsgezinde groepering De Vlamingen kerkten. In 1687 vond een fusie met andere doopsgezinde groeperingen plaats, waarna het gebouw aan het Stikkelspad niet meer als vermaning in gebruik was. Het werd een pakhuis, maar in 1699 werd het gebouw tijdelijk ter beschikking gesteld van de Evangelisch-Lutherse gemeente. In 1713 besloot men het gebouw om te bouwen tot Doopsgezind Weeshuis, daar men dan vrijstelling van belasting kon krijgen (als men de wezen onderbracht in gezinnen volgde geen vrijstelling). Het weeshuis kwam gereed in 1714. In 1911 werd het gebouw verbouwd tot kosterswoning, maar tijdens de Eerste Wereldoorlog werden er ook Belgische vluchtelingen in gehuisvest. Ook tijdens de Tweede Wereldoorlog vonden sommige vluchtelingen er onderdak. Ook werden er noodkerkdiensten gehouden in tijden van brandstofgebrek. In 1947 werd het gebouw gerestaureerd en werd de Mennozaal erin aangebracht, die korte tijd nog als noodtrouwzaal heeft gediend. In 1995 vond opnieuw een restauratie plaats. Het gebouw is tegenwoordig eigendom van de Stichting Vrienden van het Doopsgezind Weeshuis. Een deel van het voormalige weeshuis wordt gebruikt als kosterswoning, maar er wordt ook een deel verhuurd aan particulieren en bedrijven.
- De Held Jozua is een houtzaagmolen die midden in de wijk Westerwatering staat. De paltrokmolen is gebouwd rond 1719, is grondig gerestaureerd in 1994/'95 en staat nu midden in een nieuwbouwwijk.
- Hoofdkantoor Albert Heijn. Een modern kantoorgebouw aan de zuidwestrand van de stad, waarin naast Ahold, ook de werkmaatschappijen Albert Heijn, Etos, Gall en Gall en Albert zijn ondergebracht.

## Verkeer en vervoer

### Autoverkeer
Zaandam is bereikbaar via verschillende autowegen, waaronder de:
- Zaandam - Purmerend - Hoorn - Afsluitdijk - Sneek - Joure - Heerenveen - Drachten - Groningen - Duitsland
- Zaanstad - Amsterdam

### Treinverkeer
Zaandam beschikt over twee spoorwegstations: station Zaandam en station Zaandam Kogerveld. Het stads- en streekvervoer wordt verzorgd door EBS.

## Geschiedenis
Zaandam is in 1811 ontstaan door samenvoeging van de plaatsen Oostzaandam, dat deel uitmaakte van de banne Oostzaan (en zelf tussen 1795 en 1811 een zelfstandige gemeente was), en Westzaandam, dat deel uitmaakte van de banne Westzaan. In een document van 21 oktober 1811 werd Zaandam door keizer Napoleon Bonaparte genoemd als stad.
In de 17e en 18e eeuw was de plaats nauw verbonden met de walvisvaart. Hiernaar wordt verwezen in het wapen van Zaanstad, dat als schildhouder twee walvissen heeft. In dezelfde periode telde Zaandam zo'n 50 scheepswerven die tientallen zeeschepen per jaar bouwden. Omdat een flink deel van de werven aan de Binnenzaan was gelegen, was op de Hogendam een overtoom (de grootste ter wereld) aangelegd die de schepen overhaalde naar de Voorzaan. De Zaandamse scheepsbouw was befaamd; tsaar Peter de Grote van Rusland bracht in 1697 en 1717 bezoeken aan Zaandam.
In 1813 kwam de stad bekend te staan om het Zaandamse oproer. In december 1812 had Napoleon Bonaparte een groot deel van zijn Grande Armée verloren na de desastreuze Russische veldtocht en zocht hij in april 1813 nieuwe mannen om de tekorten aan te vullen. Er werd een extra verplichting ingesteld voor iedere man tussen de 20 en 40 jaar om zich voor de Franse Nationale Garde in te schrijven, tot onvrede van de inwoners van de Zaanstreek die al een tijd te maken hadden met restricties die waren opgelegd door de Franse bezetter. Mede hierdoor groeide het anti-Franse verzet, onder meer via de op zondag 18 en maandag 19 april aangeplakte bevelschriften waarin werd opgeroepen om zich tegen de nieuwe verplichte inschrijving te verzetten. Op woensdag 21 april brak al vroeg het oproer in de stad uit. De deur van het raadhuis naast de Oostzijderkerk, de plek waar de inschrijvingen zouden plaatsvinden, was met stopverf dichtgemaakt. Toen Jan de Quack, commissaris van de politie, er uiteindelijk in slaagde de deur van de kerk te openen, ontstond er een opstand waarbij de menigte naar binnen stormde, de sleutels van de kerk bemachtigde en de noodklok luidde. De commissaris van politie en burgemeester Göbel wilden vervolgens de inschrijving uitstellen. Een grote menigte ging richting het raadhuis om de inschrijvingsregisters op te eisen. Een man met de naam Jacob Rek werd als leider gezien en nam de registers aan, waarna de burgers de wapens die in het stadsmagazijn van het stadhuis lagen oppakten. Zij poogden om in andere dorpen en zelfs in Amsterdam verzet op te wekken, maar toen ze in de middag terugkwamen was deze actie zonder resultaat geweest. Wel werd de volgende dag een kanonneerboot overgenomen, werden de gendarmes gevangen genomen en naar het logement De Drie Zwanen overgebracht. Verder verspreidde zich een bericht dat er een kanonneerboot  in de Voorzaan lag, maar het werd Rek en de andere opstandelingen al snel duidelijk dat het opwekken van verzet tegen de inschrijving was mislukt, probeerde men de schade te beperken en Rek zette alles op alles om eventueel geweld te voorkomen. Hij begon samen met burgemeester Göbel om 16:00 uur te onderhandelen op de boot met de Fransen. De Fransen eisten twaalf namen van Zaankanters voor de Nationale Garde, en nog die avond. Gebeurde dit niet, dan zouden Franse troepen de stad binnentrekken en bezetten. Gedurende het overleg overhandigde Göbel een bezwaargeschift, waarin de gebeurtenissen van de afgelopen twee dagen werden beschreven. Hiermee gaf hij de Fransen de namen van alle leidende figuren, waaronder Rek, Eijdenberg en Kruyshaar. Toen Rek zag dat de bevolking weigerde om de opstand te stoppen, zelfs onder de dreiging van een gewelddadige bezetting, legde hij zijn leidende rol neer. Uiteindelijk slaagden de raadsleden erin om de rust terug te laten keren en vond de inschrijving kort daarop alsnog plaats, maar voor de gouveneur-generaal Charles-François Lebrun was dit niet genoeg. Hij stuurde elf kanonneerboten met een troepenmacht van 12 à 1300 man naar Zaandam die bij de burgers werd ingekwartierd. Het eerder overhandigde bezwaargeschrift werd als belastende verklaring gebruikt tegen de een aantal opstandelingen (waaronder Rek, Eijdenberg en Kruyshaar) en alle reeds bekende leiders werden gearresteerd door de Fransen. De militaire commissie bracht de gevangenen naar het logement Den otter en ondervroeg ze de gehele avond en nacht. Op donderdag 22 april werden zes van hen overgebracht naar de kanonneerboot en op maandag 26 april werden de gevangenen naar de krijgsraad gebracht. Ondanks de verdediging van politiecommissaris de Quack, werd na een kort beraad het vonnis van de doodstraf definitief. De mannen kregen slechts twee uur om afscheid te nemen van hun families en de doodskisten werden rap besteld. Om 16:00 uur trok een stoet naar de Burcht om de terechtstelling van de mannen mee te maken. Uiteindelijk werden alle zes mannen per vuurpeloton geëxecuteerd. 100 jaar later werden deze mannen bij de herdenking van het 100-jarig bestaan van het Koninkrijk der Nederlanden herdacht, en in het verzetsplantsoen van Plein 1813 zijn hun namen in het Nationaal Monument vereeuwigd.
In Zaandam en de Zaanstreek is van oudsher veel bedrijvigheid gevestigd aan de oevers van de rivier de Zaan. Diverse industrieën zoals de voedingsmiddelenindustrie en de verfchemie hebben hier hun vestigingsplaats gekozen. In de loop van de 19e eeuw vestigden zich vele industriële bedrijven langs de Zaan, die op stoomkracht in plaats van windkracht waren gebaseerd, en die deels weer tot industrieel monument zijn geworden. Daarvoor, vanaf het begin van de 17e tot en met het derde kwart van de 19e eeuw was de Zaanstreek een enorm industrieel molengebied. Honderden windmolens zaagden het hout uit Scandinavië, het Oostzeegebied en Duitsland, voornamelijk voor de scheepsbouw, maar ook voor de woningen, molens en pakhuizen. Naast de houtzaagmolens stonden er tientallen andere molens: pelmolens, papiermolens, oliemolens, verfmolens, snuifmolens, specerijenmolens en volmolens. Vanaf ongeveer 1850 is de windkracht, aanvankelijk langzaam, verdrongen door stoomkracht.
Zaandam was tot in de tweede helft van de 20e eeuw een zeer belangrijke houthaven. Het eiland in de Voorzaan en het Westzijderveld waren eeuwenlang het domein van de houtbedrijven (zoals William Pont) en langs het Noordzeekanaal ten westen van de voormalige Hembrug lagen de houtverwerkende bedrijven van Bruynzeel. Zaandam is ook bekend om zijn cacaoverwerkende industrie. Verkade is nog steeds een van de toonaangevende chocoladefabrieken van Nederland. Gedurende de gehele 20e eeuw was in Zaandam ook het bedrijf Artillerie-Inrichtingen gevestigd dat vuurwapens, artillerie en munitie maakte voor het Nederlands Leger en het Koninklijk Nederlandsch-Indisch Leger.
In 1974 ging Zaandam op in de gemeente Zaanstad en sinds 14 november 2011 is het daarvan de hoofdplaats.
Sinds 2008 is Zaandam bezig met een herinrichting in het centrum. Onderdeel van het project, Inverdan geheten, was de realisatie van een nieuw gemeentehuis, dat sinds januari 2012 het oude gemeentehuis de Bannehof in Zaandijk vervangt. Het winkelgebied is uitgebreid en er zijn nieuwe woningen (appartementen) gerealiseerd en een bioscoop. De opening van het Inntel Hotel Zaandam in maart 2010 trok wereldwijde aandacht.

## Bekende personen uit Zaandam

### Geboren in Zaandam
- Jan Pietersz. Saenredam (1565-1607), graveur
- Hendrick Soeteboom (1616-1678), historieschrijver Zaanstreek
- Adriaan Loosjes (1689-1767), doopsgezind leraar, auteur
- Jacob Duyvis (1832-1908), politicus
- Anton Mauve (1838-1888), kunstschilder
- Jan Verkade (1868-1946), kunstschilder, rooms-katholiek geestelijke
- Simon de Vries Czn (1869-1961), ARP-politicus
- Geesje Kwak (1877-1899), model voor de schilder George Breitner
- Jan Zwart (1877-1937), orgelcomponist
- Dirk Witte (1885-1932), tekstschrijver en zanger
- Abraham Kaper (1890-1949), politieagent, collaborateur en veroordeeld oorlogsmisdadiger
- Kees Kef (1894-1961), componist en (koor)dirigent
- Piet A. van Mever (1899-1985), componist en dirigent
- Piet Muijselaar (1899-1978), revueartiest
- Henk op den Velde (1901-1944), verzetsstrijder
- Klaas Breeuwer (1901-1961), voetballer
- Frans Mars (1903-1973), onderwijzer, kunstenaar, historicus
- Kees Timmer (1903-1978), beeldend kunstenaar
- Gé Dekker (1904-1995), zwemmer
- Mary Pos (1904-1987), journaliste, schrijfster
- Jan Stender (1906-1989), zwemcoach
- Aart Romijn (1907-1996), schrijver
- Dirk Flentrop (1910-2003), orgelbouwer
- Simon de Wit (1912-1976), ondernemer, olympisch sporter
- Hennie Dijkstra (1912-1994), voetbaldoelman
- Gerard Maas (1913-1988), CPN-politicus
- Wim Krijt (1915-2000), fotograaf
- Johannes ten Heuvelhof (1918-2003), burgemeester
- Bouk Schellingerhoudt (1919-2010), wielrenner
- Joachim Bobeldijk (1920-2010), olympisch kanovaarder
- Marcus Bakker (1923-2009), CPN-politicus
- Cees Koch (1925-2024), kanovaarder
- Albert Heijn (1927-2011), ondernemer
- Jos van Manen Pieters (1930-2015), romanschrijfster
- Jan op den Velde (1931-2022), roeier
- Wil Lust (1932), atlete
- Ageeth Scherphuis (1933-2012), tv-omroepster, journaliste
- Letty de Jong (1936-2008), zangeres
- Lettie Oosthoek (1937), actrice
- Simon Posthuma (1939-2020), ontwerper, muzikant en kunstenaar, vader van Douwe Bob
- Jan Weeteling (1940), zwemmer
- Feike ter Velde (1940), evangelist, (radio)presentator en publicist
- Margreet Blanken (1941), actrice
- Hank Onrust (1941-2024), filmregisseur en televisieproducent
- Han Bennink (1942), Nederlands jazzdrummer, percussionist, multi-instrumentalist en beeldend kunstenaar.
- Hannah van Wijngaarden (1943), GroenLinks-politicus
- Willem Ouweneel (1944), bioloog, filosoof en theoloog
- Monne de Wit (1945), voetballer
- Dirk van der Horst (1946-2004), gitarist
- Cees de Vries (1946), voetballer
- Rob Stolk (1946-2001), provo en drukker
- Bep Weeteling (1946), zwemster
- Anneke van Dok-van Weele (1947), politica
- Dick Helling (1950-2018), voetballer
- Henny Huisman (1951), muzikant en televisiepresentator
- Johnny Rep (1951), voetballer en voetbalcoach
- Harm Beertema (1952), politicus
- Margriet Eshuijs (1952-2022), zangeres
- Willem Lust (1956), journalist
- George van Houts (1958), acteur
- Lenette van Dongen (1958), cabaretière
- Bert Bouwmeester (1959), burgemeester
- Erwin Koeman (1961), voetballer en voetbalcoach
- Luc Nijholt (1961), voetballer
- Peter Kee (1962), politiek redacteur
- Chris Tates (1962), acteur
- Ronald Koeman (1963), voetballer en voetbalcoach
- Jan-Kees Emmer (1965), journalist
- Stanley Burleson (1966), musicalartiest, zanger, danser en choreograaf
- Christine van der Horst (1966), televisiepresentatrice
- Bernard Krikke (1966), regisseur en tv-producent
- Carla van de Puttelaar (1967), fotografe
- Anne Marie Hoogland (1967), PvdA-politicus
- Emine Bozkurt (1967), PvdA-politicus
- Dick Eijlander (1967), voetballer
- Jeroen Olthof (1968), politicus
- Karla van der Boon (1968), waterpolospeler
- Robert Molenaar (1969), voetballer
- Camilla Siegertsz (1969), actrice
- Mattijn Hartemink (1971), acteur
- Dennis Looze (1972), triatleet
- Misha Salden (1973), voetballer en coach
- Rob Penders (1975), voetballer
- Wietse van Alten (1978), boogschutter
- Miel Mans (1978), voetballer
- Thijs Al (1980), wielrenner, mountainbiker en veldrijder
- Ali B (1981), rapper
- Stefano Seedorf (1982), voetballer
- Ilse Zaal (1982), juriste en politica
- Rick Flens (1983), wielrenner
- Rayen Panday (1983), cabaretier en stand-upcomedian
- Randy Fokke (1984), Nederlandse actrice
- Mitchell Burgzorg (1987), voetballer en rapper
- Natasja Bruintjes (1988), langebaanschaatsster
- Deniz Aslan (1989), Nederlands-Turks voetballer
- Serdar Öztürk (1989), Turks voetballer
- Ramon Sinkeldam (1989), wielrenner
- Quint Jansen (1990), voetballer
- Roxanne van den Berg (1991), voetbalspeelster
- Jill Holterman (1991), atlete
- Emre Bilgin (1992), voetballer
- Oğuzhan Özyakup (1992), voetballer
- Jonna Fraser (1992), rapper/zanger
- Richard Douma (1993), atleet
- Stefano Denswil (1993), voetballer
- Menno Vloon (1994), atleet
- Bilal Başacıkoğlu (1995), voetballer
- Cees Bol (1995), wielrenner
- Koen Bucker (1996), voetballer
- Esmee Vermeulen (1996), zwemster
- Ismail Ilgun (1997), vlogger
- Justin Kluivert (1999), voetballer
- Owen Wijndal (1999), voetballer
- Indy Baijens (2001), volleybalster
- Liam van Gelderen (2001), voetballer
- Jay Kruiver (2001), voetballer
- Kayne van Oevelen (2003), voetballer
- Finn Stam (2003), voetballer
- Naci Ünüvar (2003), voetballer
- Jasmijn van Uden (2006), voetbalster

### Woonachtig geweest in Zaandam
- C. Joh. Kieviet (1858-1931), onderwijzer, jeugdboekenschrijver
- Kornelis ter Laan (1871-1963), taalkundige, politicus
- Carry van Bruggen (1881-1932), schrijfster
- Jacob Israël de Haan (1881-1924), schrijver
- Willem Bruynzeel (1901-1978), ondernemer, bestuurder
- Walraven van Hall (1906-1945), bankier en verzetsman
- Wim Thomassen (1909-2001), PvdA-politicus en bestuurder; burgemeester van o.a. Zaandam en Rotterdam
- Jan Pasveer (1933-2005), kerkmusicus, muziekdocent, dirigent
- Jon Sistermans (1945-2020), chef-kok, televisiekok
- Mustafa Yücedağ (1966-2020), voetballer

## Sportverenigingen in Zaandam
Tafeltennis
- ZTTC

Atletiek
- AV Zaanland

Korfbal
- ZKC'31
- ZKV (Z)
- Zaandam Zuid

Voetbal
- ZVV Zaanlandia
- SC Hercules Zaandam
- FC Zaandam ( Hellas Sport & Zilvermeeuwen fusie)
- VV RCZ
- ZCFC
- VV PSZ
- Rood-Wit Zaanstad (ZTS)
- FC Zaandam ( Zilvermeeuwen & Hellas Sport fusie)
- AZ Jeugdopleiding

Volleybal
- VV Zaanstad

Basketbal
- Basketbalvereniging The Windmills

Honkbal
- SV ODIZ FROGS

Watersport
- Reddingsbrigade Zaanstad (opleiding tot reddend zwemmen / RBZ)
- Quo Vadis (kanoën en sloeproeien)
- ZZV (roei- en zeilvereniging)
- ZV de Zaan (waterpolo / synchroonzwemmen / zwemmen)
- SG Zaanstad (wedstrijdzwemvereniging)
- De Geuzen (kanovaren)

Hockey
- ZHC de Kraaien

## Wetenswaardigheden
- De bijnaam van de Zaandammers is galgenzagers, naar het illegaal omzagen van de galgen, waaraan de aanstichters van het turfoproer in 1678 waren opgehangen.
- In 1871 logeerde de Franse impressionistische kunstschilder Claude Monet vier maanden in Zaandam en schilderde er 25 werken.
- Op 10 mei 1967 werd in de Westzijde te Zaandam betaald-voetbalclub AZ (Alkmaar Zaanstreek-combinatie) opgericht.
- In 1971 opende in Zaandam de eerste Europese McDonald's zijn deuren aan de Vermiljoenweg. De Zaandamse kruidenier Albert Heijn was hiervoor een joint venture aangegaan met het Amerikaanse concern.
- In 1972 neemt Albert Heijn het (eveneens Zaanse) levensmiddelenconcern Simon de Wit (circa 140 winkels) over.
- In de jaren 70 woonden de profvoetballers Barry Hulshoff, Arie Haan en Ruud Krol in Zaandam. Johan Neeskens was mede-eigenaar van de horecazaken 'Cockys Club' en 'Wienercafé' aan de Peperstraat.
- In een speciale uitgave van Suske en Wiske vanwege het 100-jarig bestaan van Albert Heijn is het bekende duo op bezoek in Zaandam.
- In het Nederlands telefoonalfabet wordt Zaandam gebruikt om de Z aan te duiden.
- De opera's Il borgomastro di Saardam van Donizetti en Zar und Zimmermann van Albert Lortzing spelen zich in Zaandam af.
- De stad heeft een eigen ziekenhuis: het Zaans Medisch Centrum
- Het gemeenschappelijke meldkamer en het commandocentrum van de veiligheidsregio Zaanstreek-Waterland zijn gevestigd in Zaandam.
- Op 21 november 2013 is de vernieuwde binnenstad van Zaandam tweede geworden in de wedstrijd: Beste binnenstad van 2013-2015.
- Na het vertrek van de industrie van het 43 ha. grote Hembrugterrein (Artillerie Inrichting en Gereedschappenfabriek Hembrug), wordt dit gebied ontwikkeld tot een vestigingsplaats voor creatieve en innovatieve bedrijvigheid. Op het terrein staan 125 gebouwen waarvan er 48 tot monumenten verklaard zijn. Enkele daarvan lenen zich door hun afmetingen voor exposities en grootschalige evenementen.
- The Caledonians BigBand (sinds 1942) is een Zaandammer bigband met als repertoire muziek van grote swingbands zoals Count Basie, Glenn Miller en Tommy Dorsey.